# Аборты в Австрии
Аборты в Австрии полностью легальны с 23 января 1974 года. Аборты производятся в медицинских учреждениях и осуществляются по желанию женщины, если срок её беременности составляет не более двенадцати недель. На более поздних сроках аборты проводятся только в случае угрозы физическому или психическому здоровью матери, при серьёзных дефектах в развитии плода, и когда возраст матери составляет менее 14 лет.
Отказ врача проводить аборт на основании личных или религиозных убеждений не наказуем за исключением случаев, когда непроведение аборта несёт угрозу жизни женщины. Право доктора не проводить аборт защищено законом от 1974 года. Вне крупных городов существует лишь малое количество медучреждений, где проводятся аборты, вследствие чего в сельской местности провести аборт становится почти невозможно. Аборты не финансируются государственной системой здравоохранения.
На 2000 год уровень абортов в стране был одним из самых низких в мире и составлял 1,4 аборта на 1000 женщин в возрасте от 15 до 44 лет. Искусственным прерыванием заканчивались лишь 3 % беременностей.